# بطولة ويمبلدون 2013
هنا قائمة الفائزين ببطولة ويمبلدون لسنة 2013:

## الأبطال

### فردي رجال
أندي موراي هزم.  نوفاك دجوكوفيتش, 6–4, 7–5, 6–4.

### فردي سيدات
ماريون بارتولي هزمت.  سابين ليزيكي, 6–1, 6–4

## وصلات خارجية
- الموقع الرسمي